# 国际交流基金

國際交流基金標誌

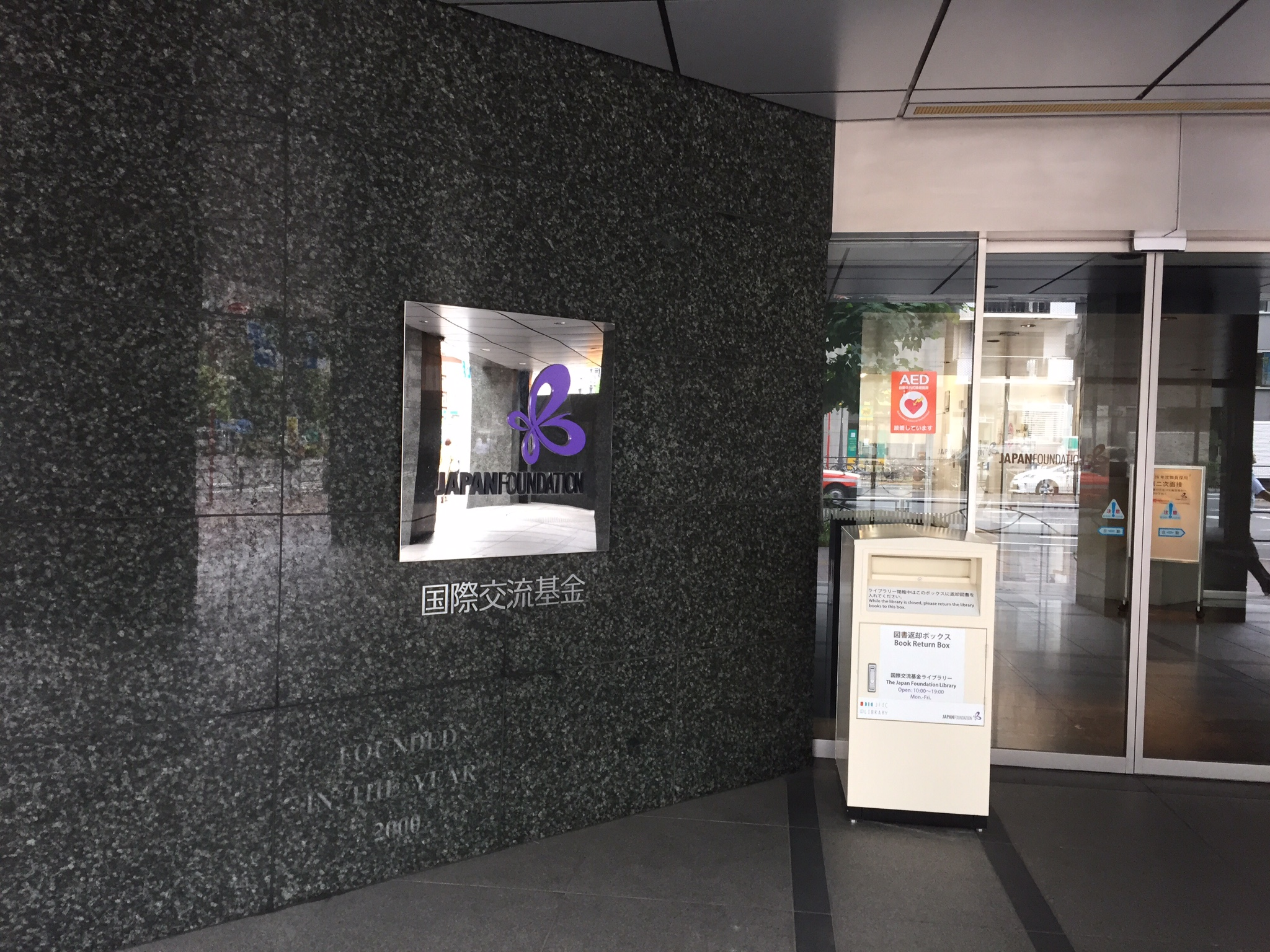
国际交流基金位于东京四谷的总部

独立行政法人国际交流基金（日语：／ Kokusai kōryū kikin），是日本外务省所辖的一个独立行政法人，设立于1972年。总部位于日本东京都新宿区四谷4-4-1。在中国大陆亦被称为“日本国际交流基金会”。

## 历史
国际交流基金的主要活动范围是文化艺术交流、日本之外的日语教育、以外国人为对象的日语教师培养、日本研究、知识交流、信息调查等。国际交流基金在日本国内设有总部和京都支部，在海外24个国家设有25所海外事务所。

国际交流基金是日本之外地区日本语能力测试的主办者。本组织亦因此在世界拥有知名度。

## 设施与所在地
- 本部（东京都新宿区）
- 日本语国际中心（埼玉縣埼玉市浦和区）
- 关西国际中心（大阪府泉南郡田尻町）
- 京都支部（京都市左京区栗田口鸟居町）

### 日本文化中心

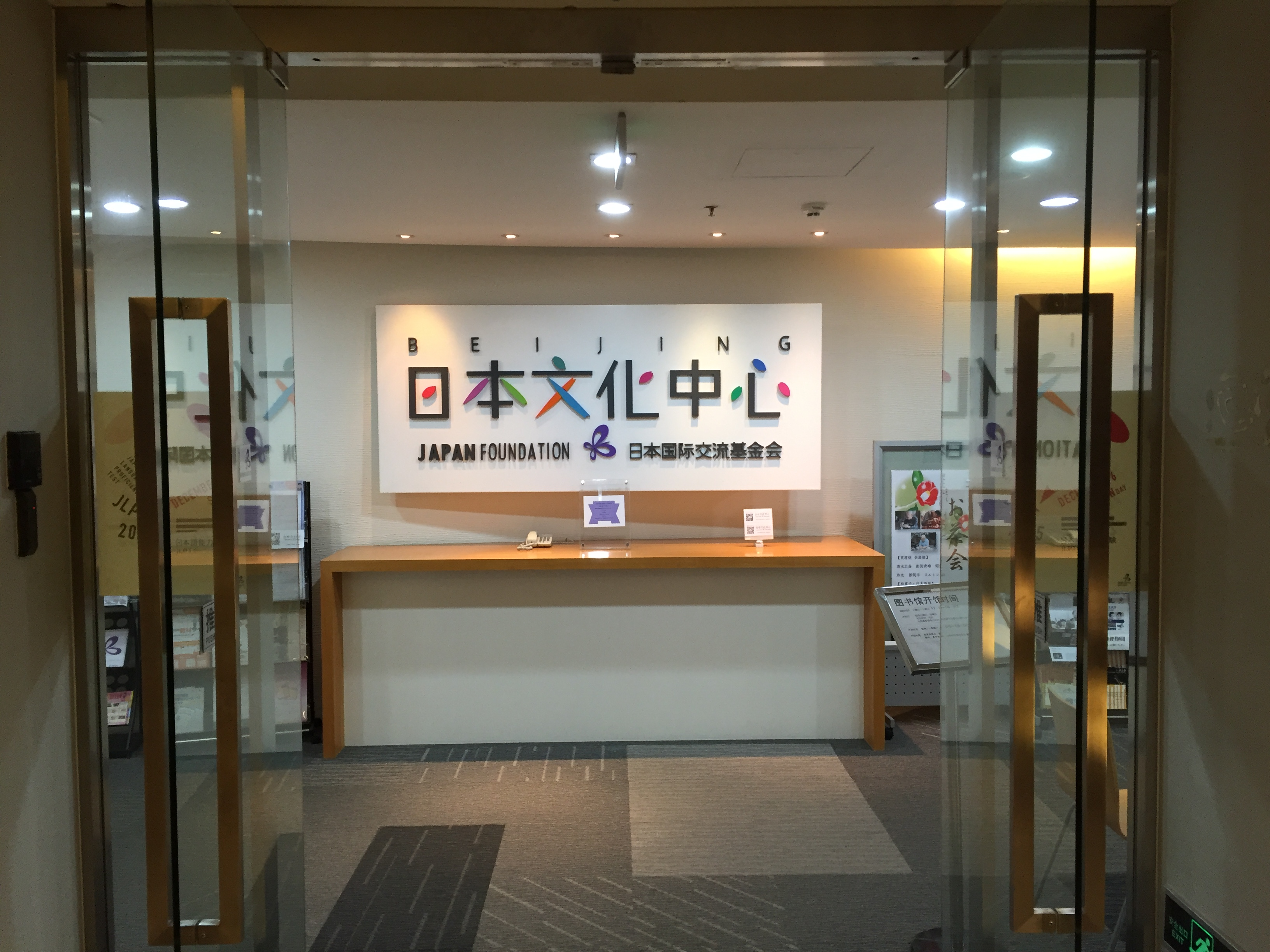
日本文化中心

日本文化中心是国际交流基金在中国北京设置的支部。
- 地址：北京市朝阳区建国门外大街甲6号SK大厦3层
- 网站：日本国际交流基金会|北京日本文化中心（页面存档备份，存于）

## 主要运营活动
- 東京國際電影節 CROSSCUT ASIA
- 日本语能力测试
- 阿拉伯電影節（アラブ映画祭）
- JFT-Basic 国际交流基金日本语基础测试[4][5]